# Internationales Abkürzungsverzeichnis für Theologie und Grenzgebiete
Das Internationale Abkürzungsverzeichnis für Theologie und Grenzgebiete (IATG) bietet eine Liste von Abkürzungen für Zeitschriften, Serien, Lexika und Quellenwerken aus dem Gebiet der Theologie und der Grenzgebiete Philosophie und Religionswissenschaften und gilt als ein Standardwerk der Theologie. Im Allgemeinen richtet man sich in wissenschaftlichen Arbeiten nach diesem Abkürzungsverzeichnis. Das IATG wurde von dem evangelischen Theologen und Bibliothekar Siegfried Schwertner erarbeitet und wird daher auch als "der Schwertner" bezeichnet. Das IATG liegt in drei Auflagen vor. Erstmals erschien es 1974, die zweite Auflage (IATG2) folgte 1992. Die dritte, im Mai 2014 erschienene Auflage (IATG3) ist die heute maßgebliche Ausgabe.
Das IATG besteht aus zwei Teilen: In dem ersten Teil finden sich in alphabetischer Reihenfolge die Abkürzungen, die jeweils einem Volltitel (Zeitschrift, Buchreihe etc.) zugeordnet werden, im zweiten Teil finden sich umgekehrt die Volltitel, die einer Abkürzung zugeordnet werden. 